# Centralno pokopališče Žale
Centralno pokopališče Žale je največje pokopališče v Ljubljani in Sloveniji. Leži v Mestni občini Ljubljana, natančneje v četrtni skupnosti Bežigrad, na SV mesta. Z njim upravlja in na njem pogrebno dejavnost izvaja javno podjetje Žale, ki je leta 2006 slavilo 100 let obstoja.
Pri ureditvi pokopališča in nagrobnikov so sodelovali številni znani arhitekti (Jože Plečnik, Ivan Vurnik, Edvard Ravnikar, Vlasto Kopač, Vinko Glanz, Fedja Košir, Nikolaj Bežek, Peter Kerševan, Marko Mušič...). Zato ima celoten kompleks pokopališča pomembno mesto v slovenski arhitekturni zgodovini. Poseben pomen ima Plečnikov Vrt vseh svetih, poslovilni kompleks kapelic, mrliških vežic na južni strani pokopališča. Številne grobove so okrasili znani kiparji, med njimi Lojze Dolinar, France Gorše, Svitoslav Peruzzi (Septembrske žrtve, Kranjski Janez), Boris Kalin, Zdenko Kalin, Nikolaj Pirnat, Janez Boljka, Stojan Batič, Marjan Keršič, Stanko Kolenc, Božo Pengov, Žale so pomembne tudi zaradi hortikulturne ureditve.

## Zgodovina

### 1906 - 1936
Zaradi 120-letne uporabe pokopališča pri Sv. Krištofu je bilo ob pričetku 20. stoletja stanje na utesnjenem starem pokopališču na robu Bežigrada, na območju sedanjega Gospodarskega razstavišča in Navja, že nevzdržno, tako da se je ljubljanska mestna oblast odločila urediti novo pokopališče. Do maja 1905 je mesto uspelo za novo pokopališče odkupiti 117.000 kvadratnih metrov zemljišča na Ljubljanskem polju. Načrtovanje tega pokopališča je potekalo pod vodstvom Ferdinanda Trumlerja, ki je zgradil že ljubljanske Škofove zavode. Samo pokopališče je bilo odprto leta 1906 v sklopu župnije Ljubljana - Sv. Križ okoli male historistične cerkve sv. Križa. Pokopališče je bilo blagoslovljeno 2. maja. Že naslednji dan je bil opravljen prvi pokop, ko je bil tu pokopan duhovnik Martin Malenšek, ki so ga sem prepeljali s starega pokopališča Sv. Krištofa (del tega je ohranjen kot Navje).
Prva svetovna vojna je povzročila, da so tu pokopali okoli 6100 padlih oz. umrlih vojakov različnih vojskujočih se strani; Ljubljana je bila sedež več vojaških bolnišnic, v mestu so bili zapori in vojaška ujetniška taborišča. Na Žalah so v začetku pokopavali le rimokatolike, medtem ko so vojake ostalih veroizpovedi (evangeličane, Jude in muslimane) pokopavali na drugih pokopališčih. Leta 1923 so pričeli na Žalah pokopavati tudi Jude in muslimane. V začetku so bili pokopani na zunanji strani pokopališčnega zidu. Po vojni so na pokopališču med drugim pokopali še judenburške žrtve ter pred novo kostnico (arhitekt E. Ravnikar, 1939) prestavili kip žalujočega vojaka, Kranjskega Janeza (zasnova S. Peruzzi, izdelava L. Dolinar).
Leta 1927 so odkupili novih 70.000 kvadratnih metrov (severno od obstoječa pokopališča) in leta 1931 je bil odprt novi del pokopališča - del B. Tako so tu uredili italijansko vojaško pokopališče, v katerega so prestavili številne posamične grobove italijanskih vojakov (več kot 1000 umrlih italijanskih vojnih ujetnikov je bilo pokopanih na Žalah) iz dela A. Istega leta so ustanovili tudi judovski del pokopališča, ki je bil fizično (ograja) ločen od ostalega dela. Leta 1939 so na robnem delu območja A zgradili tudi Kostnico žrtev 1. svetovne vojne, v katero so prekopali 5.258 žrtev 1. svetovne vojne in poznejših povezanih konfliktov. Tako so v grobnici pokopani pripadniki avstro-ogrskih oboroženih sil, srbski, ruski in romunski vojni ujetniki, judenburški uporniki, borci za severno mejo (koroški borci), preporodovci,...
S povečanjem mesta Ljubljana in s tem tudi povečanjem potreb po grobovih so v 30. letih 20. stoletja razglasili pokopališče za centralno na področju Ljubljane in ga v ta namen postopoma ustrezno preuredili.

### Plečnikove Žale
Sprva je bil za načrtovanje kompleksa z mrtvašnico zadolžen arhitekt Ivo Spinčič, toda zaradi nestrinjanja naročnikov z njegovim načrtom, je leta 1936 projekt prevzel Jože Plečnik. Zamislil si je drugačno slovo od umrlih; povezani na bi bili s svojimi svojimi župnijami z različnimi poslovilnimi objekti. Naslednje leto je že predložil prvi načrt za svojski poslovilni kompleks (Vrt vseh svetih), na podlagi katerega so leta 1939 pričeli graditi s pomočjo gradbenika Emila Tomažiča. Do leta 1940 je bil večinoma že zgrajen novi del objektov z mrliškimi vežicami in molilnico – Plečnikove Žale; po temu delu je prevzelo ime celotno pokopališče pri Sv. Križu v letih po drugi svetovni vojni. Pokopališke objekte je poleti 1940 blagoslovil škof Gregorij Rožman. Vsi objekti niso bili dokončani in pričetek druge svetovne vojne v Jugoslaviji je začasno prekinil nadaljevanje del. Posamezne stavbe so postopoma opremljali.

### Druga svetovna vojna in pozneje
Med samo drugo svetovno vojno, po letu 1942, je bilo pokopališče sprva izven okupacijskih žičnih ovir, toda pozneje so prestavili mejo, tako da je celotno staro pokopališče bilo znotraj ograjene Ljubljane. Po vojni se je vpliv Cerkve na pokopališče močno zmanjšal, saj je oblast leta 1946 razlastila Rimskokatoliško Cerkev lastništva nad pokopališčem in celotno območje je bilo preimenovano iz Pokopališče Sv. Križa v Pokopališče Žale. Današnja Pot spominov in tovarištva,  pas, kjer so bile med vojno žične ovire, zaradi poznejše širitve pokopališče teče skozi same Žale. Leta 1962 so ponovno morali razširiti pokopališče (tokrat del B do Poti spominov in tovarištva), hkrati pa so začeli istega leta dodatno urejati širše in staro pokopališče. Tako so na predlog Avstrije postavili spominsko ploščad padlim avstrijskim vojakom druge svetovne vojne. Naslednje leto je sledil prekop vseh italijanskih vojakov, katerih posmrtne ostanke so prepeljali v Italijo. Samo italijansko vojaško pokopališče je ostalo kot spomenik, kenotaf. Že v petdesetih letih so preurejali grobišče talcev (arhitekt Nikolaj Bežek), leta 1965 postavili Boljkov spomenik vsem žrtvam vojne in vodnjak življenja Zdenka Kalina. Do leta 1968 so na Žalah opravljali le klasične krstne pokope, tega leta so zgradili Upepeljevalnico Žale Ljubljana in tako omogočili tudi žarne pokope. Postopoma so začeli opuščati Plečnikove mrliške vežice. 
Leta 1974 so bili ponovno primorani odpreti nov del (del C), za območjem zgrajenega krematorija, kjer sta še poslovilni dvorani in nove mrliške vežice ter prodajalna in (delno prestavljena) spominska fontana kiparja Janeza Lenassija. Novo območje je načrtoval arhitekt Peter Kerševan. Že čez šest let so objavili javni razpis za nov del pokopališča zahodno od Tomačevske ceste. Tako so leta 1988 odprli novi del D (Nove Žale), ki so delo arhitekta Marka Mušiča.
S prihajajočimi političnimi spremembami se je v zadnjih 80. letih 20. stoletja spremenil tudi odnos do verskih pokopov. Leta 1987 so zgradili novo župnijsko cerkev Vseh svetih (zunanjost arhitekt Fedja Košir, oprema Jože Kregar) in istega leta pričeli tudi obnavljati Plečnikove Žale, ki so postopoma propadale vse od konca druge svetovne vojne. Dve leti pozneje (1989) so posadili tudi Lipo sprave in postavili kenotaf za žrtve dachavskih procesov.

### Samostojna Slovenija
Nove dopolnitve so bile dodane leta 1992, ko so ponovno odprli Plečnikove mrliške vežice in postavili kenotaf padlim v vojni za Slovenijo (Nove Žale), delo Marka Mušiča. 1997 so postavili tudi spomenik žrtev medvojnega in povojnega nasilja. Leta 2001 so odprli Park zvončkov, čez dve leti (2003) pa so prenovili nemško vojaško pokopališče druge svetovne vojne. Ob Boljkov spomenik žrtvam druge svetovne vojne so poleti 2016 dodali spomenik ruskim žrtvam prve in druge svetovne vojne s simbolnimi žerjavi.
Do maja 2004 je bilo na pokopališču uradno pokopanih več kot 150.000 ljudi, od tega je vsaj okoli 2000 širše znanih osebnosti. Uradno število pokopanih (register pokopov) in resnično stanje se razlikujeta, saj so bili po drugi svetovni vojni nekateri grobovi in grobnice odprti, posmrtni ostanki odstranjeni ter uničeni oz. prekopani na neznano lokacijo. Kljub temu so prekopane osebe še vedno uradno pokopane na Žalah. Občasno so izpeljali prekope z drugih pokopališč na Žale, a so nato nenatančno vodili evidence v register grobov. Nekateri pokopani so brez znane, zabeležene lokacije. Kmalu po letu 2004 je bilo celotno območje Žal razglašeno za kulturni spomenik lokalnega pomena. Posamezni predeli oz. objekti so razglašeni za kulturne spomenike državnega pomena (npr. 40 nagrobnikov, ki jih je načrtoval Plečnik ali njegova šola, poslovilni objekti).
Pokopališče je bilo tako leta 2006 veliko 375.000 m² ter je funkcionalno razdeljeno na dele A, B in C (vsi vzhodno od Tomačevske ceste) ter del D (Nove Žale; levo od ceste, vse do Gramozne jame). Peti del pokopališča (Plečnikove Žale) pa ni namenjen za pokope, ampak za pogrebne slovesnosti ter spremljajoče pokopališke dejavnosti.
Leta 2011 je bila končana gradnja novega dela pokopališča, ki se navezuje na Nove Žale, pri čemer je izključno namenjen klasičnim pokopom; s tem je pokopališče pridobilo prostor za novih 1273 grobov. Načrtujejo, da so zagotovili prostor za grobove za naslednjih osem leti. Dodatna širitev pokopališča teče v obdobju 2022 - 2023 na JZ robu.

## Ureditev
- Del A:

- cerkev sv. Križa
- župnišče
- Kostnica žrtev 1. svetovne vojne
- 68 oddelkov grobov in grobnic (4 neoštevilčeni)

- Del B:

- Lipa sprave
- nemško vojaško pokopališče
- Spominski park talcev
- judovsko pokopališče
- grobišče borcev in vojakov JLA
- Park Zvončkov
- kenotaf za žrtve dachavskih procesov
- spomenik žrtev medvojnega in povojnega nasilja
- 63 oddelkov grobov in grobnic

- Del C:

- 18 oddelkov grobov in grobnic
- deponija
- krematorij
- mrliške vežice
- dve poslovilni dvorani

- Del D (Nove Žale):

- žarne niše
- spomenik žrtvam vojne za Slovenijo
- spomenik žrtvam prometnih nesreč
- grič za raztros pepela

- Plečnikove Žale:

- mrliške vežice (v uporabi)
- molilnica
- gospodarsko poslopje
- upravno poslopje
- cerkev Vseh svetih - postavljena je ob Plečnikovem kompleksu

## Pomembni ljudje
Okoli 2.000 pomembnih ljudi je pokopanih na Žalah, med njimi:
- Jernej Šugman, gledališki in filmski igralec
- Fran Albreht, pisatelj, urednik in politik
- Vera Albreht, pesnica
- Andrej Bajuk, ekonomist in politik[11]
- Vladimir Bartol, pisatelj[2]
- Stojan Batič, kipar
- Fran Berneker, kipar
- Katja Boh, sociologinja, političaarka in diplomatka
- Janez Boljka, kipar in grafik
- Ivan Cankar, pisatelj in politični aktivist[2]
- Izidor Cankar, umetnostni zgodovinar in diplomat
- Bogo Grafenauer, zgodovinar, univerzitetni profesor,
- Fran Saleški Finžgar, duhovnik in pisatelj[2]
- Rihard Jakopič, slikar[2]
- Matija Jama, slikar
- Konrad Janežič, pravnik, politik in narodni buditelj
- Anton Bonaventura Jeglič, ljubljanski škof
- Davorin Jenko, skladatelj, avtor srbske himne
- Dragotin Kette, pesnik[2]
- Edvard Kocbek, pesnik, esejist in politik[2]
- Albert Kramer, politik
- Janez Evangelist Krek, politik, duhovnik[2]
- Dragotin Lončar, pisatelj, politik, zgodovinar
- Janez Menart, pesnik[2]
- Josip Murn Aleksandrov, pesnik[2]
- Lili Novy, pesnica[2]
- Anton Ocvirk, literarni zgodovinar
- Anton Peterlin, fizik
- Leonid Pitamic, pravnik
- Jože Plečnik, arhitekt[2]
- Edvard Ravnikar, arhitekt
- Anton Slodnjak, literarni zgodovinar
- Dominik Smole, pisatelj
- Matej Sternen, slikar[2]
- Gregor Strniša, pesnik[2]
- Rudi Šeligo, pisatelj in politik
- Josip Vidmar, literarni kritik, akademik
- Milan Vidmar, rektor, elektrotehnik, šahovski igralec in teoretik
- Angela Vode, političarka, pisateljica in feministična aktivistka
- Mitja Vošnjak, politik, urednik, diplomat in pisatelj
- Vitomil Zupan, pisatelj[2]
- Gregor Žerjav, politik
- Oton Župančič, pesnik[2]

## Dostop (javni prevoz)
Do Žal (postajališče Žale) iz središča in ostalih delov mesta vozijo tudi avtobusne mestne linije št. 2, 7, 7L, 22 in 24. Do novega dela pokopališča (postajališči Tomačevska in Nove Žale) pa obratujeta liniji št. 19B in 19I.